# Sira Rego
Sira Abed Rego (Valencia, 20 novembre 1973) è una politica spagnola, europarlamentare dal 2019 e candidata della Sinistra Unitaria Europea/Sinistra Verde Nordica alla presidenza del Parlamento europeo.

## Biografia
Diplomata in nutrizione e dietetica, ha lavorato come nutrizionista in una cooperativa in progetti relativi alla sovranità alimentare.
Candidato di IU alle elezioni municipali del 2015 a Rivas-Vaciamadrid, è stata eletta consigliera e responsabile per le politiche abitative, la sostenibilità ambientale, i parchi e i giardini, la mobilità e i trasporti urbani e la sicurezza dei cittadini all'interno del governo municipale da Pedro del Cura.
Diventata il braccio destro di Alberto Garzón all'interno di IU, ne è diventata membro dell'esecutivo federale nel gennaio 2017.
Anche affiliata al Partito Comunista di Spagna (PCE), Ecologisti in azione e Commissioni dei lavoratori (CCOO), è stata eletta a novembre 2018 capolista di Izquierda Unida per le elezioni del Parlamento europeo del 2019 in Spagna, in coalizione con Podemos e altre liste di sinistra.
Eletta europarlamentare,è stata nominata dal gruppo confederale della Sinistra unitaria europea/Sinistra verde nordica per presiedere il Parlamento europeo, ottenendo 42 voti su 662 validi nel primo turno e 43 su 667 nel secondo turno il 3 luglio 2019.